# Convento di San Nicola della Palma
Il convento di San Nicola della Palma è uno dei più antichi della città di Salerno, situato in via Salvatore De Renzi, nel rione Canalone.
Fa parte del Complesso Umberto I.

## Storia

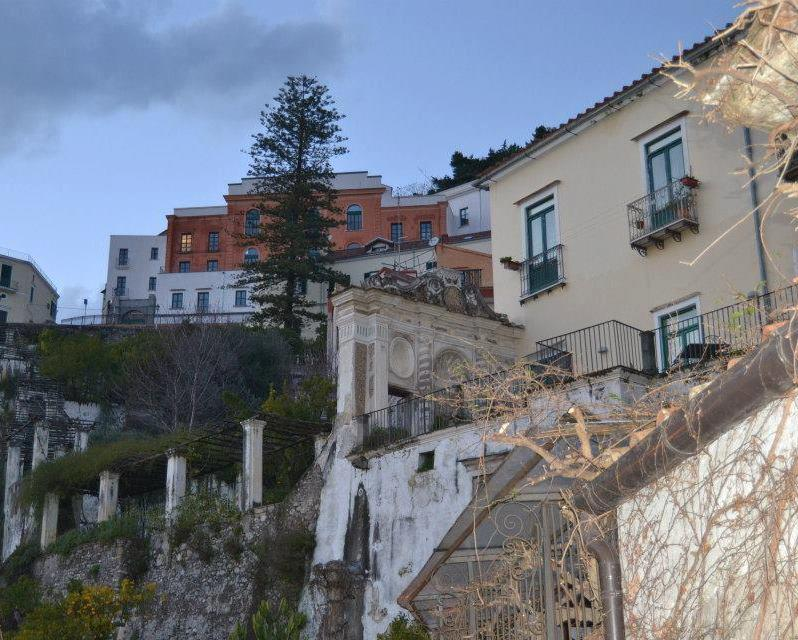
Il S.Nicola visto dal Giardino della Minerva

Il convento fu eretto dall'abate Leone di Cava e dal castaldo Vivo i quali ottennero da Gisulfo II dei terreni ed un'abitazione nei pressi dell'antica Porta della Palma. In alcuni documenti del 1061, risulta l'esistenza di una chiesa dedicata a San Nicola.
Lo stemma del monastero presentava, in campo bianco, il maestoso cipresso davanti al cui fusto si incrociavano delle mani a simbolo di mutua carità.
Nel 1070 Leone era abate del Monastero della Santissima Trinità di Cava e del Monastero di San Nicola che, dal 1079 divenne pertinenza della Badia di Cava. Nel 1407 diviene proprietà dei Francescani Minori Osservanti che ampliarono la struttura verso ovest. Nel 1579 nel Sinodo celebrato dall'arcivescovo Colonna, è citato tra i monasteri regolari della città. Nel 1639 i frati vi edificano una grande infermeria, per i vecchi religiosi inabili della Provincia, collegata al vicino convento di San Lorenzo. Nel 1653 il convento è citato nel manoscritto Pinto "Salerno assediata dai francesi" che rievoca l'assalto per mare del 1648. A rendere visiva tale annotazione contribuisce l'acquaforte del 1653 ideata da Scipione Galiano e realizzata da Nicola Perrey, dove il monastero è indicato nella sua collocazione. Nel 1671 l'infermeria si stacca dal convento ed ha un padre guardiano proprio, come da decisione presa nel capitolo generale di Valladolid. Al 1693 risale il documento più importante per le notizie riguardanti il convento: il manoscritto "Fondazione di tutti i Conventi della Provincia di Principato dei FF.MM. Osservanti di San Francesco" di padre Bonaventura Tauleri d'Atina. 
(padre Bonaventura Tauleri d'Atina)

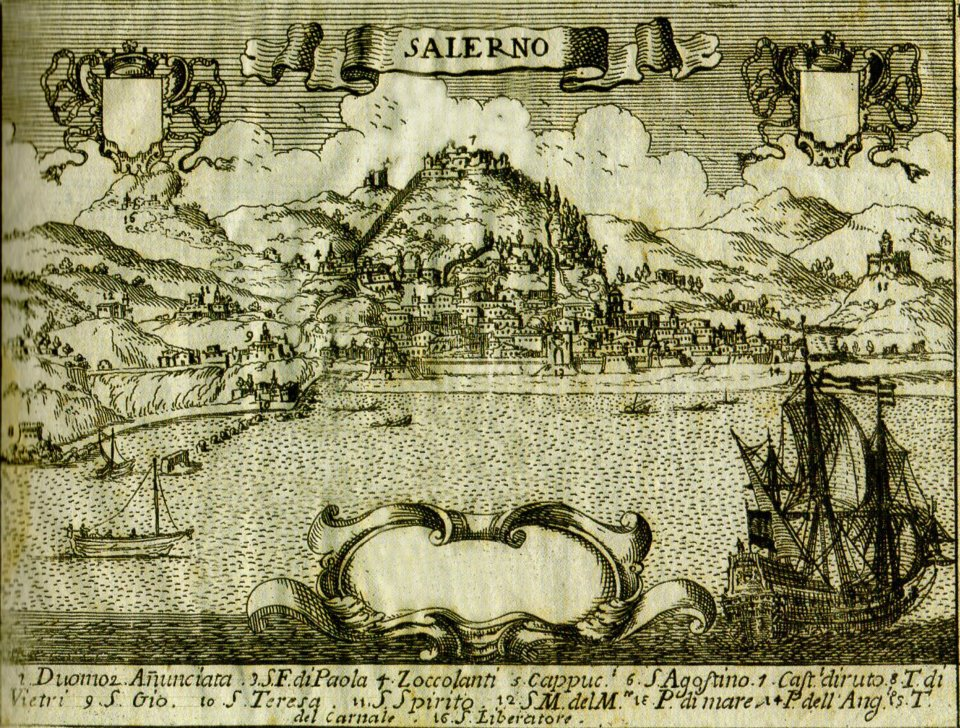
Salerno nella veduta Mutuo-Pacichelli del 1703 in cui il convento è identificato con il nome di "zoccolanti", per la scissione dell'ordine del frati del 1460 caratterizzati dalle particolari calzature

Da un inventario conventuale del 1798 si ha un'idea del ricco patrimonio artistico e degli arredi sacri della chiesa, della sacrestia e degli ambienti del convento. Nel 1811 in attuazione dei decreti napoleonici, il convento viene soppresso ed adibito a deposito di Mendicità. Nel 1813, dopo la conversione a deposito, vengono redatti inventari di tutti i beni mobili di pertinenza dei monasteri e da questi apprendiamo che quello di San Nicola aveva una ricca biblioteca. Nello stesso anno, per decreto reale, la chiesa è dichiarata definitivamente aperta alla pubblica devozione. Nel 1818 divenne sede dell'Orfanotrofio che prese il nome di "Reale Ospizio di S.Ferdinando". Nel 1825 nella chiesa del convento vengono celebrati i funerali di Ferdinando I delle Due Sicilie. Con la nascita del Regno d'Italia venne confermata la sua funzione di Orfanotrofio maschile, intitolato in seguito ad Umberto I. L'edificio, gravemente danneggiato dall'alluvione del 1954 e dal terremoto del 1980, è diventato proprietà del Comune di Salerno il quale ha provveduto, tramite finanziamenti Europei, a ristrutturarlo.

### Sede dell'EBRIS
Nel settembre 2012, dopo i lavori di restauro, il convento è stato inaugurato alla presenza di Luigi Nicolais, del cardinale Renato Raffaele Martino, Enrico Garaci, il rettore dell'Università degli Studi di Salerno Raimondo Pasquino e il sindaco di Salerno Vincenzo De Luca ed è diventato sede dell'EBRIS (Istituto Europeo di Ricerche Biomediche di Salerno) guidato dal professore Alessio Fasano, docente dell'Università del Maryland, il cui scopo sarà la ricerca di cure per la celiachia e per i disturbi alimentari. Nel 2015 prendono il via le attività di laboratorio, con sei ricercatori impegnati in due distinti progetti: il primo, finanziato dal National Institutes of Health, riguardo ai fattori di rischio ambientale per la celiachia, mentre il secondo è un'applicazione europea nell'ambito di Horizon 2020 sull'autismo. 

## La struttura

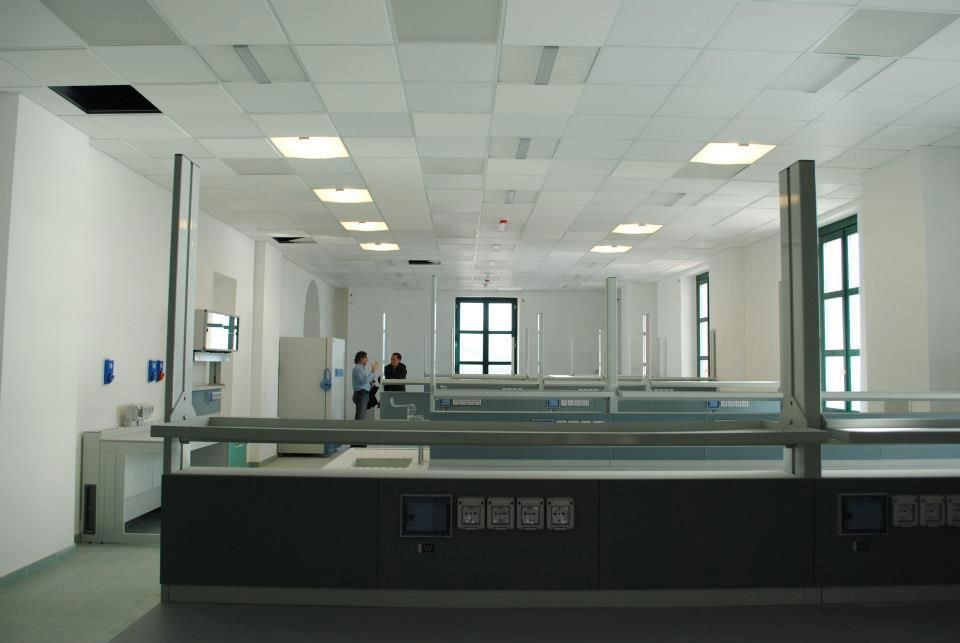
I Laboratori dell'EBRIS

L'edificio si innalza su quattro piani per una superficie totale di 3.800 metri quadri. L'aspetto esteriore del complesso di edifici, nonostante i rimaneggiamenti e corpi di fabbrica aggiunti, rende ancora la suggestione dell'originale struttura conventuale. Il convento di San Nicola e quello di San Lorenzo, un tempo solo attigui, oggi sono in comunicazione grazie ad un passaggio che fu creato quando entrambe le strutture erano adibite ad Orfanotrofi.
Della struttura antica restano tracce in un cortile al primo piano delimitato su due lati da portici coperti da volte a crociera con archi a tutti sesto impostati su pilastri quadrati che inglobano le originarie colonne a fusto liscio con capitelli di stile corinzio. Lungo la prima ala del porticato vi è una porta che conduce a locali sottostanti un tempo adibiti ad officine meccaniche in cui M. Fiore individuò l'antica chiesa di S.Nicola grazie alla presenza di una navata e di cappelle laterali dalle volte a crociera a botte unghiata. Sempre dal cortile un lungo corridoio conduce ad una grande sala, un tempo adibita a refettorio, con ampie volte a crociera su archi acuti.

### La chiesa
Le prime notizie risalgono all'XI secolo, quando l'abate di Cava, Leone II e il nobile salernitano Lucio Vivo Giovanni, donarono dei terreni all'omonima chiesa che risulta consacrata nel 1070. Probabilmente, dopo l'abbattimento della porta della città, la chiesa fu sacrificata alla realizzazione di una strada che poi divenne l'attuale via de Renzi. Nell'ambito del restauro, è stato realizzato un frammento di pavimentazione che rievoca l'ipotetico pavimento che aveva la navata centrale, nella sua antica collocazione.

### La porta San Nicola
La porta distava 15 palmi napoletani dall'ingresso dell'orfanotrofio e venne abbattuta il 14 ottobre 1818 per ampliare la strada.

### Il rapporto con le acque
Presso l'Archivio Storico, a partire dal 1818, sono conservati diversi documenti al riguardo delle sorgive esistenti nel convento di San Nicola della Palma, dei problemi che hanno creato alla città e di come sono stati risolti. I religiosi dei due conventi sfruttarono a pieno le risorse idriche del monte Bonadies, facendole diventare l'elemento fondamentale per l'insediamento monastico nel Plaium Montis. All'interno dei due conventi esistono molte fontane, attive e non, e ci sono documenti di vendita delle suddette acque. A causa di mancanza di manutenzione nel corso dei secoli, le sorgive hanno più volte creato problemi alla salubrità delle acque pubbliche del sottostante centro storico. 
Con i lavori di restauro portati avanti nel primo decennio del XXI secolo, sono divenuti riconoscibili gli elementi insediativi primari tra cui la struttura termale (Balneum), conservata nella parte centrale del convento. Il Balneum è composto da tre ambienti disposti in sequenza con due vasche, riscaldate da un ipocausto, che si aprono nell'ambiente centrale ed una sauna scavata nella roccia tra le vasche e il prefurnio. La stanza fredda (frigidarium) è aperta a nord e a diretto contatto con la roccia dalla quale trasuda continuamente acqua fredda, raccolta e canalizzata in una vasca. Il complesso termale, anche se non completamente scavato, richiama modelli bizantini e non sorprende tale presenza in quest'area tenuto conto ce nel periodo tra il 976 e il 979, l'abate del limitrofo convento di San Lorenzo era il greco Nicodemo. E comunque chiaro il rapporto che il monachesimo aveva con l'acqua a scopo curativo noto come Vivarium.

## Galleria d'immagini

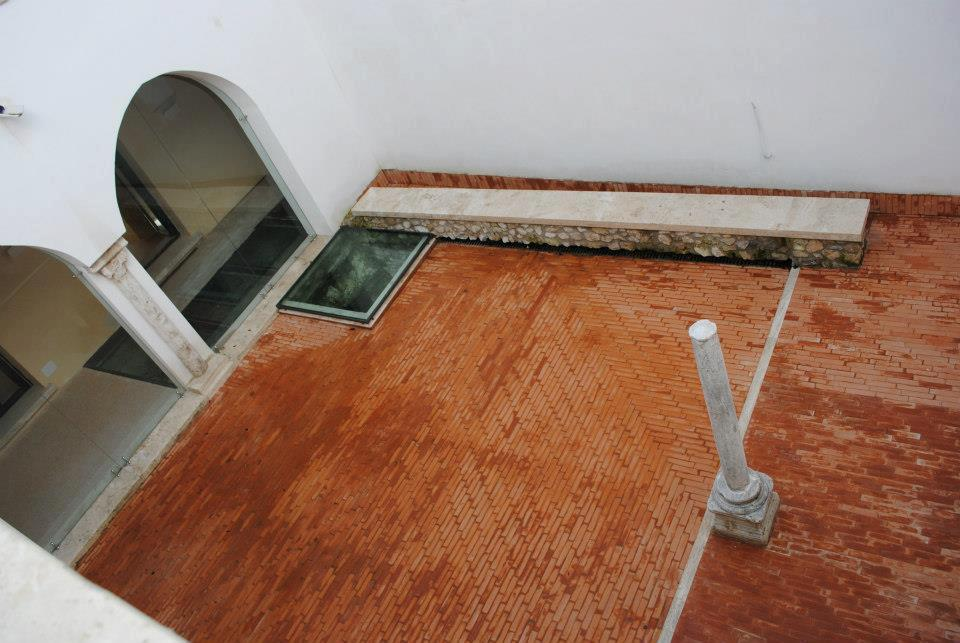
Vista sul chiostro
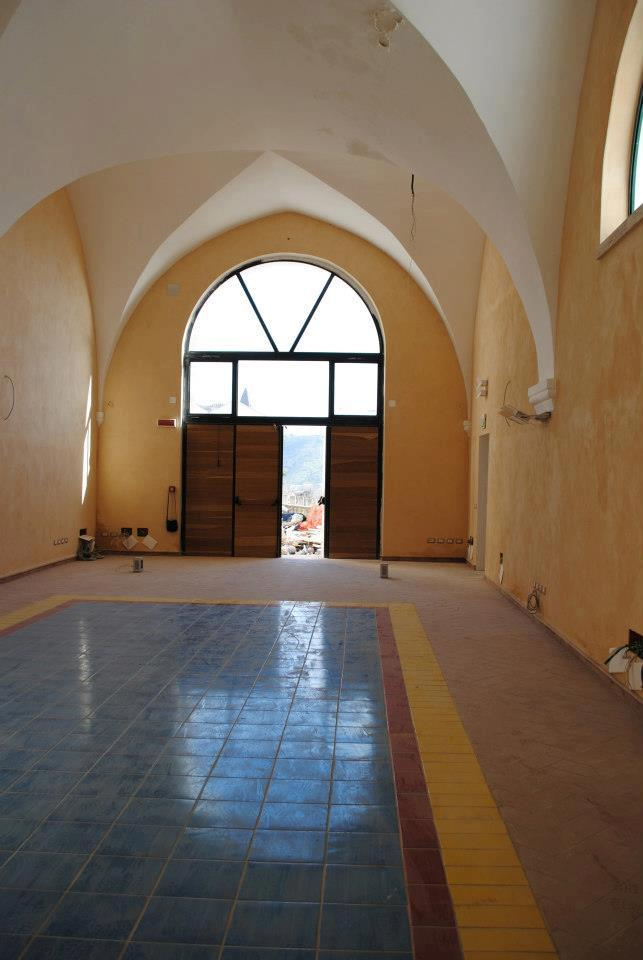
La sala dell'ex refettorio